# Bases antàrtiques permanents
En la següent taula estan en ordre alfabètic les bases antàrtiques permanents, és a dir les que estan operatives tot l'any. S'indica la població màxima a l'estiu i la mitjana de població durant l'hivern, segons dades del Consell de Directors de Programes Antàrtics, conegut com a COMNAP i de la World Gazetteer.
|                                                       |                 | Població | Població |                                                        |                                                       |                               |
| Base                                                  | País            | Estiu    | Hivern   | Coordenades                                            | Emplaçament                                           | Sector reclamat per           |
| ----------------------------------------------------- | --------------- | -------- | -------- | ------------------------------------------------------ | ----------------------------------------------------- | ----------------------------- |
| Akademik Vernadsky                                    | Ucraïna         | 24       | 12       | 65° 14′ 43″ S, 64° 15′ 24″ O / 65.24528°S,64.25667°O   | illa Galíndez en les illes Argentina                  | Argentina · Xile · Regne Unit |
| Amundsen-Scott                                        | Estats Units    | -        | 60       | 89° 59.85′ S, 139° 16.367′ E / 89.99750°S,139.272783°E | Pol Sud                                               | Austràlia                     |
| Artigas                                               | Uruguai ·       | 60       | 9        | 62° 11′ 04″ S, 58° 54′ 09″ O / 62.18444°S,58.90250°O   | Illa Rei Jordi (Illes Shetland del Sud)               | Argentina · Xile · Regne Unit |
| Bellingshausen                                        | Rússia          | 38       | 25       | 62° 11′ S, 58° 57′ O / 62.183°S,58.950°O               | Illa Rei Jordi (Shetland del Sud)                     | Argentina · Xile · Regne Unit |
| Bharathi                                              | Índia           |          |          | 69° 24′ 28″ S, 76° 11′ 14″ E / 69.40778°S,76.18722°E   | Terra de la Princesa Isabel                           | Austràlia                     |
| Capitán Arturo Prat                                   | Xile            | -        | 41       | 62° 30′ 00″ S, 59° 41′ 00″ O / 62.50000°S,59.68333°O   | Illa Greenwich (Shetland del Sud)                     | Argentina · Xile · Regne Unit |
| Casey                                                 | Austràlia       | 70       | 20       | 66° 17′ S, 110° 31.183′ E / 66.283°S,110.519717°E      | Terra de la Reina Mary                                | Austràlia                     |
| Comandante Ferraz                                     | Brasil          | 40       | 12       | 62° 05′ 0″ S, 58° 23′ 28″ O / 62.08333°S,58.39111°O    | Illa Rei Jordi (Shetland del Sud)                     | Argentina · Xile · Regne Unit |
| Concòrdia                                             | França · Itàlia | 60       | 15       | 75° 06′ S, 123° 21′ E / 75.100°S,123.350°E             | Interior de la Costa Banzare, Terra de Wilkes         | Austràlia                     |
| Davis                                                 | Austràlia       | 70       | 22       | 68° 34.633′ S, 77° 58.35′ E / 68.577217°S,77.97250°E   | Costa Ingrid Christensen, Terra de la Princesa Isabel | Austràlia                     |
| Dumont d'Urville                                      | França          | 100      | 26       | 66° 40′ S, 140° 01′ E / 66.667°S,140.017°E             | Terra Adèlia                                          | França                        |
| Escudero                                              | Xile            | 20       | 20       | 62° 12′ 04″ S, 58° 57′ 45″ O / 62.20111°S,58.96250°O   | Illa Rei Jordi (Shetland del Sud)                     | Argentina · Xile · Regne Unit |
| Esperanza                                             | Argentina       | 90       | 80       | 63° 24′ S, 56° 59′ O / 63.400°S,56.983°O               | Península Trinidad, Península Antàrtica               | Argentina · Xile · Regne Unit |
| General Belgrano II                                   | Argentina       | 21       | 21       | 77° 51′ 5″ S, 34° 33′ 01″ O / 77.85139°S,34.55028°O    | Terra de Coats                                        | Argentina · Regne Unit        |
| General Bernardo O'Higgins                            | Xile            | 70       | 23       | 63° 19′ 15″ S, 57° 54′ 01″ O / 63.32083°S,57.90028°O   | Península Antàrtica                                   | Argentina · Xile · Regne Unit |
| General San Martín                                    | Argentina       | 25       | 20       | 68° 08′ S, 67° 06′ O / 68.133°S,67.100°O               | Costa Fallières                                       | Argentina · Xile · Regne Unit |
| Gran Muralla                                          | R.P. de la Xina | 40       | 14       | 62° 12′ 59″ S, 58° 57′ 44″ O / 62.21639°S,58.96222°O   | Illa Rei Jordi (Shetland del Sud)                     | Argentina · Xile · Regne Unit |
| Halley V                                              | Regne Unit      | 65       | 15       | 75° 34′ 54″ S, 26° 32′ 28″ O / 75.58167°S,26.54111°O   | Terra de Coats                                        | Argentina · Regne Unit        |
| Henryk Arctowski                                      | Polònia         | 30       | 12       | 62° 09′ 45″ S, 58° 27′ 45″ O / 62.16250°S,58.46250°O   | Illa Rei Jordi (Shetland del Sud)                     | Argentina · Xile · Regne Unit |
| King Sejong                                           | Corea del Sud   | 90       | 17       | 62° 13′ 24″ S, 58° 47′ 21″ O / 62.22333°S,58.78917°O   | Illa Rei Jordi (Shetland del Sud)                     | Argentina · Xile · Regne Unit |
| Maitri                                                | Índia           | 65       | 25       | 70° 45′ 57″ S, 11° 44′ 09″ E / 70.76583°S,11.73583°E   | Oasi Schirmacher, Terra de la Reina Maud              | Noruega                       |
| Mawson                                                | Austràlia       | 60       | 20       | 67° 36.283′ S, 62° 52.25′ E / 67.604717°S,62.87083°E   | Terra de Mac. Robertson                               | Austràlia                     |
| McMurdo                                               | Estats Units    | 1000     | 255      | 77° 51′ S, 166° 40′ E / 77.850°S,166.667°E             | Illa Ross                                             | Nova Zelanda                  |
| Mirny                                                 | Rússia          | 169      | 60       | 66° 33′ S, 93° 01′ E / 66.550°S,93.017°E               | Costa del Mar de Davis                                | Austràlia                     |
| Molodiózhnaya                                         | Rússia          | -        | 70       | 67° 40′ S, 45° 51′ E / 67.667°S,45.850°E               | Terra Enderby                                         | Austràlia                     |
| Neumayer III                                          | Alemanya        | 50       | 9        | 70° 38′ 0″ S, 08° 15′ 0″ O / 70.63333°S,8.25000°O      | Costa de la Princesa Marta                            | Noruega                       |
| Novolazarevskaya                                      | Rússia          | 70       | 30       | 70° 46′ S, 11° 52′ E / 70.767°S,11.867°E               | Costa de la Princesa Astrid                           | Noruega                       |
| Orcades                                               | Argentina       | 45       | 14       | 60° 44′ S, 44° 44′ O / 60.733°S,44.733°O               | Orcades del Sud                                       | Argentina · Regne Unit        |
| President Eduardo Frei Montalva (Villa Las Estrellas) | Xile            | 150      | 80       | 62° 12′ S, 58° 57′ O / 62.200°S,58.950°O               | Illa Rei Jordi (Shetland del Sud)                     | Argentina · Xile · Regne Unit |
| Progress                                              | Rússia          | 77       | 20       | 69° 23′ S, 76° 23′ E / 69.383°S,76.383°E               | Terra de la Princesa Isabel                           | Austràlia                     |
| Rothera                                               | Regne Unit      | 130      | 22       | 67° 34′ 10″ S, 68° 07′ 12″ O / 67.56944°S,68.12000°O   | Illa Adelaida                                         | Argentina · Xile · Regne Unit |
| SANAE IV                                              | Sud-àfrica      | 80       | 10       | 71° 40′ 25″ S, 2° 49′ 44″ O / 71.67361°S,2.82889°O     | Costa de la Princesa Marta                            | Noruega                       |
| Scott                                                 | Nova Zelanda    | 85       | 14       | 77° 51′ S, 166° 45′ E / 77.850°S,166.750°E             | Illa Ross                                             | Nova Zelanda                  |
| Syowa                                                 | Japó            | 110      | 40       | 69° 00.22′ S, 39° 35.24′ E / 69.00367°S,39.58733°E     | Costa del Príncep Olav                                | Noruega                       |
| Jubany                                                | Argentina       | 100      | 20       | 62° 14′ S, 58° 40′ O / 62.233°S,58.667°O               | Illa Rei Jordi (Shetland del Sud)                     | Argentina · Xile · Regne Unit |
| Troll                                                 | Noruega         | 40       | 7        | 72° 0′ 7″ S, 2° 32′ 2″ E / 72.00194°S,2.53389°E        | Mühlig-Hofmann, Costa de la Princesa Marta            | Noruega                       |
| Vicecomodoro Marambio                                 | Argentina       | 150      | 55       | 64° 14′ S, 56° 38′ O / 64.233°S,56.633°O               | Illa Seymour                                          | Argentina · Xile · Regne Unit |
| Vostok                                                | Rússia          | 25       | 13       | 78° 28′ S, 106° 48′ E / 78.467°S,106.800°E             | Terra de Wilkes                                       | Austràlia                     |
| Zhongshan                                             | R.P. de la Xina | -        | 15       | 69° 22′ 16″ S, 76° 22′ 11″ E / 69.37111°S,76.36972°E   | Costa Ingrid Christensen, Terra de la Princesa Isabel | Austràlia                     |